# Шпонько Григорій Андрійович
Григорій Андрійович Шпонько́ (нар. 9 червня 1926, Балки — пом. 2005, Київ) — український живописець. Член Спілки художників УРСР з 1954 року.

## Біографія
Народився 9 червня 1926 року в селі Балках (тепер Василівського району Запорізької області України) в сім'ї фельдшера. У 1944 році переїхав до Києва і вступив до республіканської художньої середньої школи. По закінченні художньої школи поступив до Київського державного художнього інституту, де навчався у батально-історичній майстерні під керівництвом професора Трохименка Карпа Дем'яновича. Також основними викладачами в нього були Шаронов Михайло Андрійович, Єлева Костянтин Миколайович, Меліхов Георгій Степанович, Григор'єв Сергій Олексійович. 1954 року з відзнакою захистив дипломну роботу «Адмірал Нахімов». Картину було надруковано в журналах «Искусство» (Москва) та «Україна» (Київ), а також інформація про роботу неодноразово публікувалася у періодичній пресі.
Після закінченні навчання отримав призначення на посаду художника у Київському оперному театрі під керівництвом Анатолія Галактіоновича Петрицького, де працював деякий час. Брав участь:
- у відновленні панорами «Оборона Севастополя 1854—1855 років», яка постраждала під час Другої світової війни. Роботи проводились під керівництвом академіка Павла Петровича Соколова-Скалі;
- у розписі головного павільйону ВДНГ УРСР під керівництвом Дерегуса Михайла Гордійовича[1].

Помер в Києві у 2005 році.

## Творчість
Найбільш відомими його творами є такі картини:
- «Адмірал Нахімов» (диплом; 1954);
- «Від радянського інформбюро» (1958);
- «Птахівниці» (1961);
- «На просторі» (1962);
- «Трамплін» (1963);
- «Ладога. Риболовецька артіль» (1969);
- «Хлоп'ята» (1969);
- «Рибалки» (1971);
- «Стрибок з трампліна»  (1972);
- «Спортивна зима»  (1975).

Написав багато дитячих портретів, жанрових сцен з дитячими образами. Роботи художника брали участь у багатьох міжнародних, всесоюзних і республіканських виставках.
Його картини зберігаються в музеях України, знаходяться в приватних колекціях в Україні, Японії, Франції, Англії, США, Кореї, Іспанії, Угорщини, Польщі, Чехії.